# 原京子
原 京子（はら きょうこ）は、東京都出身の日本の絵本作家。
夫は児童文学作家、イラストレーターの原ゆたか。

## 経歴
和光大学芸術学科卒業。1978年にKFSコンテスト・講談社児童図書部門賞を受賞。
夫の原ゆたかとの共著作品も多数出版されている。

## 作品
- 「くまのベアールとちいさなタタン」シリーズ（ポプラ社）
- 「サンタクロース一年生」（ポプラ社）
- 「もりのゆうびんポスト」（ポプラ社）
- 「もりのともだち、ひみつのともだち」（ポプラ社）
- 「イシシとノシシのスッポコペッポコへんてこ話」シリーズ（ポプラ社）[2]
- 「ザックのふしぎたいけんノート」シリーズ（メディアファクトリー）
- 「にんじゃざむらい ガムチョコバナナ」シリーズ（KADOKAWA）
- 「もりのおやくそく」（ポプラ社）
- 「もりのみんなのたんじょうび」（ポプラ社）
- 「おやすみなさいのプレゼント」（ポプラ社）
- 「みつごのうさぎ プリン・タルト・トルテのきょうはたんじょうび」（ポプラ社）
- 「はるにあえたよ」（ポプラ社）